# Die grünen Teufel vom Mekong
Die grünen Teufel vom Mekong ist der deutschsprachige Titel eines australisch-taiwanischen Kriegsfilms, der 1981 in Taiwan gedreht wurde und im Original unter dem Titel Attack Force Z veröffentlicht wurde. Der Film kam am 5. Februar 1982 in Deutschland und im März 1982 in Österreich in die Kinos. Im Jahr 2006 wurde der Film unter dem Namen Soldier – Die durch die Hölle gehen in Deutschland auf DVD veröffentlicht.

## Handlung
Der Film spielt zur Zeit des Zweiten Weltkrieges. Er beginnt mit einer Einführung des australischen Sonderkommandos Attack Force Z. Die Geschichte beginnt damit, dass Japan eine Insel im Südpazifik besetzt hält, über der ein abgeschossenes Flugzeug abstürzt. Das australische Sonderkommando wird ausgesandt, den Piloten und einen japanischen Diplomaten zu finden, der sich auch an Bord aufhielt und zu den Alliierten überlaufen wollte. Dazu müssen sie die japanischen Grenzen überqueren. Bis auf den Anführer der Einheit, Captain Kelly, kennt niemand das Ziel der geheimen Mission. Der Diplomat soll ein Geheimnis bei sich tragen, welches den Krieg beenden könnte. Im Laufe des Films wird das Sonderkommando durch japanischen Beschuss immer weiter dezimiert. Es gelingt den Soldaten den Diplomaten zu finden und der Film endet damit, dass er als einziger aus dem Dschungel entkommen kann und von alliierten Kräften aufgenommen wird.

## Veröffentlichung
Der Film wurde am 5. Februar 1982 in der Bundesrepublik Deutschland veröffentlicht, in England erst am 15. Juni 1982. Im Jahr 2006 wurde der Film in Deutschland unter dem Titel „Soldier – Die durch die Hölle gehen“ veröffentlicht. An der DVD Version wird unter anderem der mangelhafte Ton bemängelt, der nur in Mono vorhanden ist.

## Rezeption
- Lexikon des internationalen Films: „Durchschnittlich inszeniertes und gespieltes Kriegsabenteuer mit der üblichen Schwarz-Weiß-Malerei. In den "harten" Szenen verhältnismäßig zurückhaltend.“[2]